# Udești
Udești est une commune roumaine située dans le județ de Suceava.